# Honkilahti

Honkilahtis kommunvapen

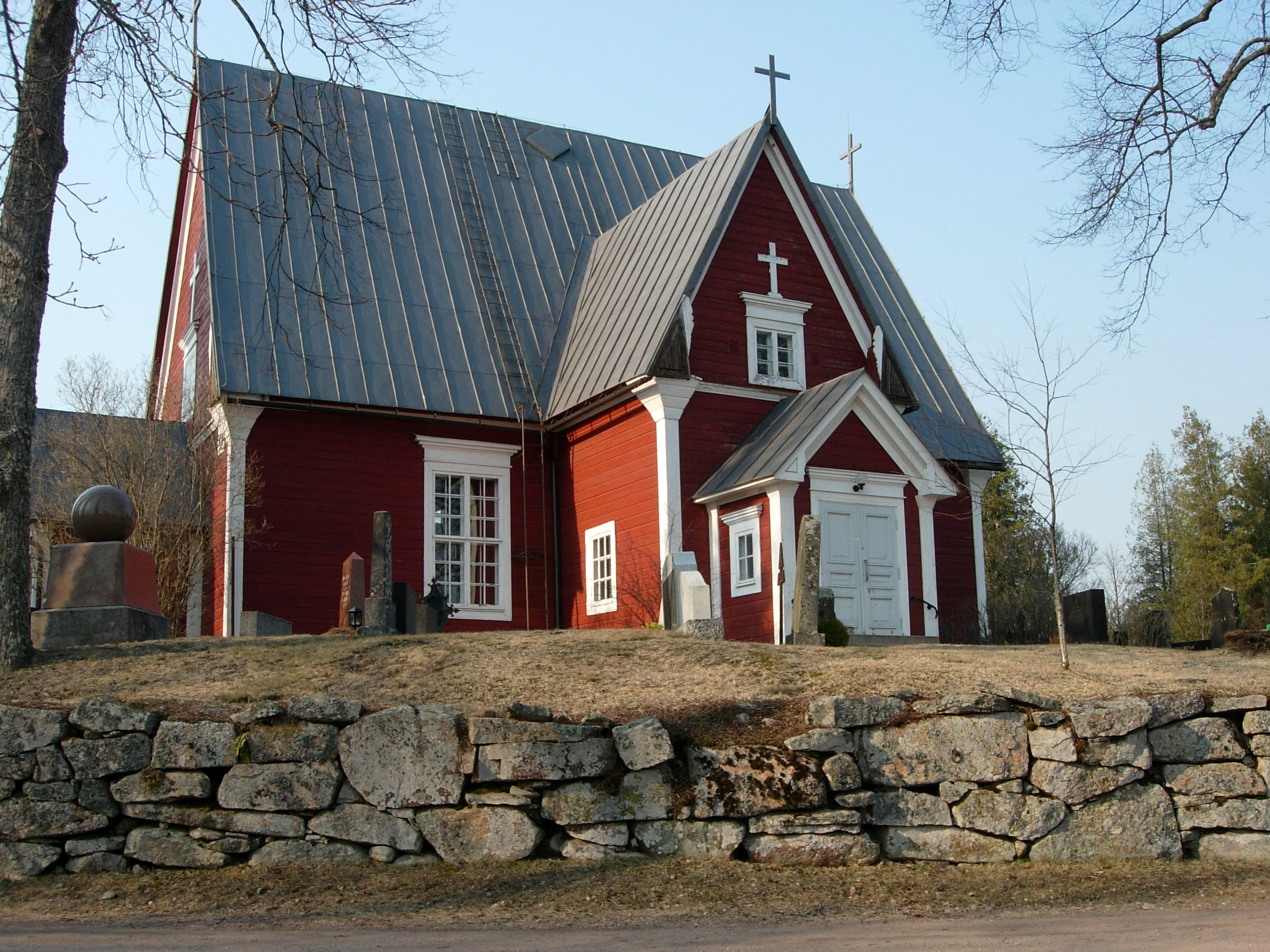
Honkilahti kyrka

Honkilahti (föråldrat svenskt namn: Honkilax) var en kommun i Ulfsby härad i Åbo och Björneborgs län i Finland.
Kommunens arealen var 117,6 kvadratkilometer och kommunen beboddes av 1 673 människor med en befolkningstäthet av 14,2 personer per kvadratkilometer (31 december 1908).
Honkilahti blev del av Eura 1 januari 1970.